# りんくう花火
りんくう花火（りんくうはなび）は、毎年夏に泉佐野市のりんくう公園（マーブルビーチ）で開かれる花火大会。

## 概要
開催費用として広く企業や賛同者から協賛金を集めて開催している花火大会。海上での打ち上げであるため、マーブルビーチの沿岸より広く見渡すことができる。現在は比較的小さな花火を連発させる音楽花火となっている。
もともとは関西国際空港の開港やりんくうタウンのまちびらきを契機に行われていたイベント「つばさのまちフェスタ」（主催:つばさのまちフェスタ実行委員会、共催:大阪府･泉佐野市･泉南市･田尻町･産経新聞社など）の一環として、1995年（平成7年）関西国際空港開港1年の記念にはじまったもの。「りんくう花火の祭典」などの名称でそれ以降は毎年開催されていたが、泉佐野市の財政難などを理由に、2004年（平成16年）7月28日の開催を最後に中止となっていた。
再開を求める地元有志が「りんくう花火実行委員会」を結成し、2012年（平成24年）9月1日に8年振りに復活させている。以降、今後も泉州の夏の風物詩として定着させていきたいとメンバーが毎年奮闘している。
開催スタッフとして、多数の市民ボランティア、地元の学生達が参加しているのも特徴のひとつ。

## 開催履歴
第一回目　市民が地道に手売りや休み毎にイベントや街頭などで告知をしていくというスタイルでの活動で、こつこつとその輪は広がり、2012年（平成24年）9月1日に8年振りに見事に復活させる事に成功した。
第二回目　2013年（平成25年）8月31日に開催を予定していた。しかしながら、強風による荒波で打ち上げ用の台船が使えず、開催当日に中止となった。
第三回目　2014年（平成26年）8月30日に開催され、約5万人を動員した。
第四回目　当初2015年（平成27年）8月31日に予定されていたが主催者都合により開催延期され、2016年（平成28年）8月30日に開催された。
第五回目　2017年（平成29年）８月26日に開催されたが、泉南市でも音楽フェスの夜イベントとして開催された打ち上げ花火も同日・同時刻に開催され、２カ所同時打ち上げという形でりんくう沿岸を盛大な花火で彩られた。
第六回目　2018年（平成30年）８月25日に開催予定。初の「芝居」に演出としての「打ち上げ花火」というスタイルで、音楽花火の新しい可能性を探りつつ、エンターテイメント性溢れるイベントとして期待されている。なお、この回からステージが見える席が広がったり、プレミアム席が設定されるなど、進化を見せ始めている。

## 公式キャラクターたち
天花（てんか）ちゃん　当初からセンターで頑張っていた、りんくう花火マスコットキャラクター。にもかかわらず、性別不明の謎キャラだったが、2016年に地元洋菓子店で商品化もされ、めでたく命名された。キャップとスニーカーでボーイッシュだが、花火玉をモチーフとした「女の子」。
夢（ゆめ）ちゃん　りんくう夢花火のマスコットキャラクター。さまざまな告知イベントに登場して、そのほんわかした雰囲気で場を和ませる、羊の女の子。花火体操でもマラソン大会でも大活躍！夏はとっても暖かそうで周りがひやひやしている…。
花火おじさん　2017年に初登場した唯一の男子キャラ。実行委員会メンバーがモチーフとなっており、実際の花火おじさんはレアキャラのため、会うことができたら、ラッキーアイテムとして花火おじさんステッカーをもらえる…かもしれない。コテコテの関西弁を使う、チャーミングなおじさんは、花火の知識がとっても豊富で、子供たちに花火の知識と楽しさを広めるため、熱い想いを胸に市内の小学校などで「花火教室」を好評開催しつづけている。

## クリーン！りんくう
花火を上げる場所も自分たちの手できれいにしていきたいという想いからの活動で、毎月第一日曜のAM9時から、実行委員会メンバーが中心となり、地元高校生やその他市民などが参加しての清掃活動を、１年中に渡って開催しつづけている。
花火大会前後は清掃活動も回数が増える。